# 2002年ハンガリーグランプリ
2002年ハンガリーグランプリ (XVIII Magyar Nagydij) は、2002年F1世界選手権の第13戦として、2002年8月18日にハンガロリンクで開催された。

## レース前
アロウズは資金難のためこのレースの参加をとりやめた。ミナルディは前戦ドイツグランプリで予選落ちを喫すなど不振が続くアレックス・ユーンを当レースおよび次戦ベルギーグランプリを休養させ、BARのテストドライバー、アンソニー・デヴィッドソンをデビューさせる。デヴィッドソンはこれが実戦デビューとなる。

## 決勝
ポールポジションからバリチェロは難なくスタートを決めたが、その後方ではミハエル・シューマッハが弟のラルフ・シューマッハに抜かれそうになる。しかし兄は抑えそのまま2番手をキープする。
フェラーリ2台はほかのチームよりも圧倒的なスピードを見せ、ラルフ・シューマッハ以降の全ドライバーを引き離すが後方は接戦となり、ファン・パブロ・モントーヤとキミ・ライコネンが2戦連続で激しいバトルを行ったが、今回はモントーヤはその争いに敗れ、マシンのパーツが脱落するなどした結果、入賞圏外の11位にまでポジションを落としてしまう。
レース終盤、デビュー戦のデヴィッドソンがスピンアウト。デ・ラ・ロサとサロがピットレーンで交錯する。サロはその後もトラブルが発生しポジションを落とすなどした。
レースはフェラーリが他を圧倒するペースでほぼ全周を首位で締めくくり、バリチェロが通算3勝目をあげ、ミハエル・シューマッハが2位。この結果フェラーリの2002年コンストラクターズチャンピオンが決定した。マクラーレンは予選の低迷から脱却しライコネンとクルサードの両ドライバーがポイントを獲得。6位にはジョーダンのフィジケラがポイントを獲得、チームにとってカナダグランプリ以来の入賞をもたらした。予選7位のマッサはフィジケラとバトルをするものの破れポイントには手が届かなかった。
| 順位     | No | ドライバー                 | チーム                  | 周回 | タイム             | グリッド | ポイント |
| -------- | -- | -------------------------- | ----------------------- | ---- | ------------------ | -------- | -------- |
| 1        | 2  | ルーベンス・バリチェロ     | フェラーリ              | 77   | 1:41:49.001        | 1        | 10       |
| 2        | 1  | ミハエル・シューマッハ     | フェラーリ              | 77   | +0.434             | 2        | 6        |
| 3        | 5  | ラルフ・シューマッハ       | ウィリアムズ-BMW        | 77   | +13.356            | 3        | 4        |
| 4        | 4  | キミ・ライコネン           | マクラーレン-メルセデス | 77   | +29.479            | 11       | 3        |
| 5        | 3  | デビッド・クルサード       | マクラーレン-メルセデス | 77   | +37.800            | 10       | 2        |
| 6        | 9  | ジャンカルロ・フィジケラ   | ジョーダン-ホンダ       | 77   | +1:08.804          | 5        | 1        |
| 7        | 8  | フェリペ・マッサ           | ザウバー-ペトロナス     | 77   | +1:13.612          | 7        |          |
| 8        | 14 | ヤルノ・トゥルーリ         | ルノー                  | 76   | +1 Lap             | 6        |          |
| 9        | 7  | ニック・ハイドフェルド     | ザウバー-ペトロナス     | 76   | +1 Lap             | 8        |          |
| 10       | 10 | 佐藤琢磨                   | ジョーダン-ホンダ       | 76   | +1 Lap             | 14       |          |
| 11       | 6  | ファン・パブロ・モントーヤ | ウィリアムズ-BMW        | 76   | +1 Lap             | 4        |          |
| 12       | 12 | オリビエ・パニス           | BAR-ホンダ              | 76   | +1 Lap             | 12       |          |
| 13       | 17 | ペドロ・デ・ラ・ロサ       | ジャガー-コスワース     | 75   | +2 Laps            | 15       |          |
| 14       | 25 | アラン・マクニッシュ       | トヨタ                  | 75   | +2 Laps            | 18       |          |
| 15       | 24 | ミカ・サロ                 | トヨタ                  | 75   | +2 Laps            | 17       |          |
| 16       | 23 | マーク・ウェバー           | ミナルディ-アジアテック | 75   | +2 Laps            | 19       |          |
| リタイア | 22 | アンソニー・デヴィッドソン | ミナルディ-アジアテック | 58   | スピン             | 20       |          |
| リタイア | 15 | ジェンソン・バトン         | ルノー                  | 30   | スピン             | 9        |          |
| リタイア | 16 | エディ・アーバイン         | ジャガー-コスワース     | 23   | エンジン           | 16       |          |
| リタイア | 11 | ジャック・ヴィルヌーヴ     | BAR-ホンダ              | 20   | トランスミッション | 13       |          |

## 注
- ラップリーダー：ルーベンス・バリチェロ 76 (1-32, 34-77), ラルフ・シューマッハ 1 (33)
- デビュー戦：アンソニー・デヴィッドソン
- このレースは77周で争われた最後のハンガリーグランプリとなった。翌年からは70周で争われることとなった。

## 第13戦終了時点でのランキング
- 太字はワールドチャンピオン

| 順位 | ドライバー                 | ポイント |
| ---- | -------------------------- | -------- |
| 1    | ミハエル・シューマッハ     | 112      |
| 2    | ルーベンス・バリチェロ     | 45       |
| 3    | ラルフ・シューマッハ       | 40       |
| 4    | ファン・パブロ・モントーヤ | 40       |
| 5    | デビッド・クルサード       | 34       |

| 順位 | コンストラクター        | ポイント |
| ---- | ----------------------- | -------- |
| 1    | フェラーリ              | 157      |
| 2    | ウィリアムズ-BMW        | 80       |
| 3    | マクラーレン-メルセデス | 54       |
| 4    | ルノー                  | 15       |
| 5    | ザウバー-ペトロナス     | 11       |

- 注：ドライバー、コンストラクター共にトップ5のみ表示。